# Live at Benaroya Hall
Live at Benaroya Hall è un album dal vivo unplugged dei Pearl Jam.
L'album, inciso su doppio CD, è stato registrato al Benaroya Hall di Seattle il 22 ottobre 2003. Parte del ricavato della vendita è devoluta in beneficenza all'associazione Youthcare.

## Tracce

### CD 1
1. Of the girl
2. Low light
3. Thumbing my way
4. Thin air
5. Fatal
6. Nothing as It Seems
7. Man of the Hour
8. Immortality
9. Off He Goes
10. Around the bend
11. I Believe in miracles (Cover dei Ramones)
12. Sleight of hand
13. All or none
14. Lukin'

### CD 2
1. Parting ways
2. Down
3. Encore break
4. Can't keep
5. Dead Man
6. Masters of War (Cover di Bob Dylan)
7. Black
8. Crazy Mary
9. 25 Minutes to Go (Cover di Johnny Cash)
10. Daughter
11. Encore break
12. Yellow Ledbetter

## Formazione

### Band
- Eddie Vedder – voce
- Stone Gossard – chitarra
- Mike McCready – chitarra
- Matt Cameron – batteria
- Jeff Ament – basso

### Altri musicisti
- Boom Gaspar – tastiere

## Crediti
- Registrato da John Burton
- Missato da Bret Eliason
- Masterizzato da Ed Brooks al RFI CD mastering
- Disegnato da Bred Klausen